# 蒙图瓦-弗朗维尔
蒙图瓦-弗朗维尔（法語：Montoy-Flanville，法語發音：[mɔ̃twa flɑ̃vil]）是法国摩泽尔省的一个旧市镇，属于梅斯区。蒙图瓦-弗朗维尔于1812年原市镇蒙图瓦（Montoy）和弗朗维尔（Flanville）合并而成。2017年，蒙图瓦-弗朗维尔与市镇奥日合并为新市镇奥日-蒙图瓦-弗朗维尔。

## 地理
蒙图瓦-弗朗维尔（49°7'17"N, 6°16'51"E）面积6.32 平方千米，位于法国大東部大區摩泽尔省，该省份为法国东北部内陆省份，是洛林的一部分，西南接默尔特-摩泽尔省，东临下莱茵省，北与卢森堡和德国接壤。
与蒙图瓦-弗朗维尔接壤的市镇（或旧市镇、城区）包括：宽西、努瓦斯维尔、努伊、奥日、勒通费。

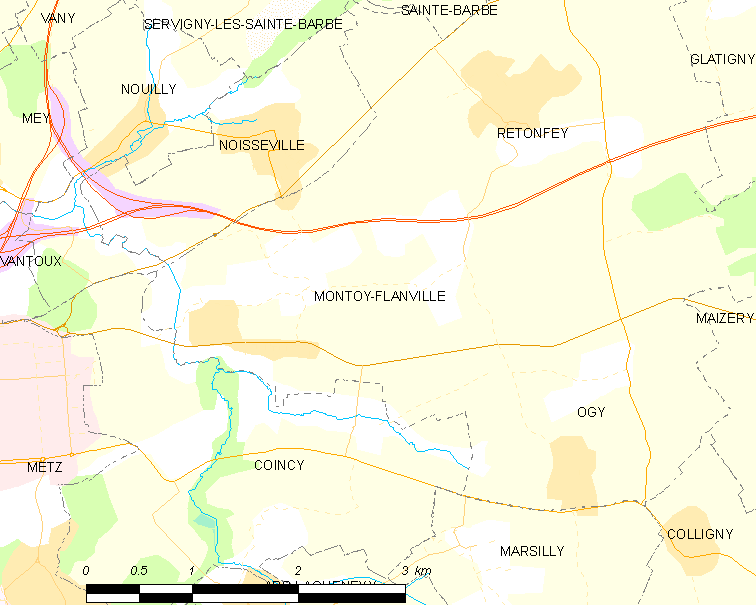
蒙图瓦-弗朗维尔的OSM定位图

蒙图瓦-弗朗维尔的时区为UTC+01:00、UTC+02:00（夏令时）。

## 行政
蒙图瓦-弗朗维尔的邮政编码为57645，INSEE市镇编码为57482。

## 政治
蒙图瓦-弗朗维尔所属的省级选区为梅斯地区县。

## 人口

1962-2008年间蒙图瓦-弗朗维尔人口变化图示

蒙图瓦-弗朗维尔于2018年1月1日时的人口数量为1274人。